# Wabasso (Florida)
Wabasso és una concentració de població designada pel cens dels Estats Units a l'estat de Florida. Segons el cens del 2000 tenia 918 habitants.

## Demografia
Segons el cens del 2000, Wabasso tenia 918 habitants, 403 habitatges, i 214 famílies. La densitat de població era de 146,5 habitants/km².
Dels 403 habitatges en un 20,1% hi vivien nens de menys de 18 anys, en un 40,7% hi vivien parelles casades, en un 9,4% dones solteres, i en un 46,7% no eren unitats familiars. En el 36,7% dels habitatges hi vivien persones soles el 13,9% de les quals corresponia a persones de 65 anys o més que vivien soles. El nombre mitjà de persones vivint en cada habitatge era de 2,23 i el nombre mitjà de persones que vivien en cada família era de 2,87.
Per edats la població es repartia de la següent manera: un 19,7% tenia menys de 18 anys, un 5% entre 18 i 24, un 29,5% entre 25 i 44, un 27,7% de 45 a 60 i un 18,1% 65 anys o més.
L'edat mediana era de 42 anys. Per cada 100 dones de 18 o més anys hi havia 126,8 homes.
La renda mediana per habitatge era de 25.938 $ i la renda mediana per família de 25.815 $. Els homes tenien una renda mediana de 21.188 $ mentre que les dones 25.417 $. La renda per capita de la població era de 18.557 $. Entorn del 17,2% de les famílies i el 25,9% de la població estaven per davall del llindar de pobresa.

## Poblacions més properes
El següent diagrama mostra les poblacions més properes.